# 鲍威尔交响乐大厅
鲍威尔交响乐大厅（Powell Hall）原名圣路易斯剧院，是圣路易斯交响乐团的所在地，位于美国密苏里州圣路易斯中城历史街区的North Grand Boulevard 718号，有2683个座位。它是以当地商人沃尔特·鲍威尔命名，他的遗孀捐赠了一百万美元购买了这座建筑，供圣路易斯交响乐团使用。1978年7月7日，该建筑列入国家史迹名录。
该建筑原为圣路易斯剧院，建于1925年，有4,100个座位，由芝加哥Rapp & Rapp建筑师事务所设计。1966年，该剧院上映了最后一部电影，然后出售给交响乐团。1968年1月，鲍威尔交响乐大厅揭幕。